# Aechmea recurvata
Espèce
Classification phylogénétique
Aechmea recurvata est une espèce de plantes à fleurs de la famille des Bromeliaceae qui se rencontre en Amérique du Sud.

## Synonymes
- Aechmea ampullacea Mez[1] ;
- Aechmea ampullacea var. longifolia Hassl.[1] ;
- Aechmea legrelliana (Baker) Baker[1] ;
- Aechmea recurvata var. albobracteata Strehl[1] ;
- Aechmea recurvata var. recurvata[1] ;
- Billbergia legrelliana Baker[1] ;
- Billbergia legrelloe E.Morren[1] ;
- Hohenbergia legrelliana Baker[1] ;
- Macrochordion recurvatum Klotzsch[1] ;
- Macrochordium recurvata Klotzsch[1] ;
- Ortgiesia legrelliana (Baker) Baker[1] ;
- Ortgiesia palleolata E.Morren[1] ;
- Ortgiesia recurvata (Klotzsch) L.B.Sm. & W.J.Kress[1] ;
- Ortgiesia tillandsioides var. subexserta Regel[1] ;
- Portea legrelliana (Baker) G.Nicholson[1].

## Distribution
L'espèce se rencontre dans le nord-est de l'Argentine, dans l'État de São Paulo au Brésil, au Paraguay et en Uruguay.

## Description
L'espèce est épiphyte.